# Weltmeisterschaften im Trampolinturnen 2017
Die 32. Turn-Weltmeisterschaften im Trampolinturnen 2017 fanden vom 9. bis 12. November 2017 in der Arena Armeec in Sofia, Bulgarien, statt.

## Ergebnisse

### Männer Einzel
| Rang | Land                | Turner          |
| ---- | ------------------- | --------------- |
|      | Volksrepublik China | Gao Lei         |
|      | Russland            | Dmitri Uschakow |
|      | Volksrepublik China | Dong Dong       |

### Männer Team
| Rang | Land                | Turner                                                     |
| ---- | ------------------- | ---------------------------------------------------------- |
|      | Volksrepublik China | Xiao Jinyu Dong Dong Gao Lei Tu Xiao                       |
|      | Russland            | Sergej Azarian Andrei Judin Dmitri Uschakow Michail Melnik |
|      | Japan               | Ryosuke Sakai Daiki Kishi Ginga Munetomo Masaki Itō        |

### Synchron Männer
| Rang | Land                   | Turner                              |
| ---- | ---------------------- | ----------------------------------- |
|      | Belarus                | Uladsislau Hantscharou Oleg Rabtsau |
|      | Vereinigtes Königreich | Luke Strong Nathan Bailey           |
|      | Russland               | Andrei Judin Dmitri Uschakow        |

### Doppel Mini-Trampolin Männer
| Rang | Land               | Turner             |
| ---- | ------------------ | ------------------ |
|      | Russland           | Mikhail Zalomin    |
|      | Vereinigte Staaten | Austin Nacey       |
|      | Russland           | Alexander Odintsow |

### Doppel Mini-Trampolin Team Männer
| Rang | Land               | Turner                                                              |
| ---- | ------------------ | ------------------------------------------------------------------- |
|      | Russland           | Vasili Makarski Aleksander Odintsow Mikhail Zalomin Andrei Gladenko |
|      | Vereinigte Staaten | Alexander Renkert Austin Nacey Matthew Hawkins Carter Rhoades       |
|      | Australien         | Jarrod Spear Dominic Clarke Jack Petrie Ryan Hatfield               |

### Tumbling Männer
| Rang | Land                   | Turner        |
| ---- | ---------------------- | ------------- |
|      | Volksrepublik China    | Kuo Zhang     |
|      | Dänemark               | Anders Wesch  |
|      | Vereinigtes Königreich | Elliot Browne |

### Tumbling Team Männer
| Rang | Land                   | Turner                                                          |
| ---- | ---------------------- | --------------------------------------------------------------- |
|      | Vereinigtes Königreich | Greg Townley Kristof Willerton Elliot Browne Kallum Mulhall     |
|      | Volksrepublik China    | Zhang Luo Zhang Weiwei Wenchao Meng                             |
|      | Dänemark               | Adam Matthiesen Anders Wesch Rasmus Soerensen Rasmus Steffensen |

### Damen Einzel
| Rank | Land    | Turnerin           |
| ---- | ------- | ------------------ |
|      | Belarus | Tazzjana Pjatrenja |
|      | Japan   | Ayano Kishi        |
|      | Kanada  | Sophiane Méthot    |

### Damen Team
| Rank | Land                   | Turnerin                                                                     |
| ---- | ---------------------- | ---------------------------------------------------------------------------- |
|      | Volksrepublik China    | Zhu Shouli Zhu Xueying Liu Lingling Zhong Xingping                           |
|      | Belarus                | Anzhelina Khatsian Tazzjana Pjatrenja Hanna Hartschonak Mariya Makharynskaya |
|      | Vereinigtes Königreich | Isabelle Songhurst Laura Gallagher Katherine Driscoll                        |

### Synchron Damen
| Rang | Land                | Turner                                  |
| ---- | ------------------- | --------------------------------------- |
|      | Volksrepublik China | Zhu Xueying Zhong Xingping              |
|      | Japan               | Hikaru Mori Yumi Takagi                 |
|      | Belarus             | Tazzjana Pjatrenja Mariya Makharynskaya |

### Doppel Mini-Trampolin Damen
| Rang | Land      | Turner           |
| ---- | --------- | ---------------- |
|      | Südafrika | Bianca Zoonekynd |
|      | Russland  | Polina Troianova |
|      | Schweden  | Lina Sjöberg     |

### Doppel Mini-Trampolin Team Damen
| Rang | Land                   | Turner                                                             |
| ---- | ---------------------- | ------------------------------------------------------------------ |
|      | Russland               | Ekaterina Zhigalova Polina Troianova Alina Khristenko Dana Sadkova |
|      | Vereinigtes Königreich | Kirsty Mollie Way Phoebe Williams Bethany Williamson Kim Beattie   |
|      | Portugal               | Sara Sousa Mafalda Bras Ines Martins Beatriz Peng                  |

### Tumbling Damen
| Rang | Land                   | Turner             |
| ---- | ---------------------- | ------------------ |
|      | Volksrepublik China    | Jia Fangfang       |
|      | Vereinigtes Königreich | Lucie Coleback     |
|      | Russland               | Anna Korobeinikowa |
|      | Vereinigtes Königreich | Lucie Colebeck     |

### Tumbling Team Damen
| Rang | Land                   | Turner                                                   |
| ---- | ---------------------- | -------------------------------------------------------- |
|      | Volksrepublik China    | Chen Lingxi Jia Fangfang Chen Ling Huang Jingyi          |
|      | Vereinigtes Königreich | Yasmin Taite Ashleigh Long Lucie Colebeck Rachel Davies  |
|      | Frankreich             | Emilie Wambote Lauriane Lamperim Marie Deloge Lea Callon |

### Medaillenspiegel
| Rang | Nation                 | Gold | Silber | Bronze | Gesamt |
| ---- | ---------------------- | ---- | ------ | ------ | ------ |
| 1    | Volksrepublik China    | 7    | 1      | 1      | 9      |
| 2    | Russland               | 3    | 4      | 2      | 9      |
| 3    | Belarus                | 2    | 1      | 1      | 4      |
| 4    | Vereinigtes Königreich | 1    | 3      | 3      | 7      |
| 5    | Südafrika              | 1    | -      | -      | 1      |
| 6    | Japan                  | -    | 2      | 1      | 3      |
| 7    | Vereinigte Staaten     | -    | 2      | -      | 2      |
| 8    | Dänemark               | -    | 1      | 1      | 2      |
| 9    | Schweden               | -    | -      | 1      | 1      |
| 9    | Frankreich             | -    | -      | 1      | 1      |
| 9    | Portugal               | -    | -      | 1      | 1      |
| 9    | Kanada                 | -    | -      | 1      | 1      |
| 9    | Australien             | -    | -      | 1      | 1      |